# Pacific Challenge 2017
El Pacific Challenge del 2017 fue otra edición del torneo de rugby de 4 selecciones "A" del Pacífico.
Al igual que en la edición pasada la disputaron las selecciones secundarias de Fiyi, Japón, Samoa y Tonga en el Estadio Nacional de Fiyi de Suva. La diferencia en esta oportunidad es que se trató de un cuadrangular simple, sin partidos por el tercer puesto y por el título.

## Equipos participantes
- Fiji Warriors
- Junior Japan
- Samoa A
- Tonga A

## Clasificación[6]
| Pos. | Equipo        | Encuentros | Encuentros | Encuentros | Encuentros | Tantos  | Tantos    | Tantos     | Puntos Bonus | Puntos Totales |
| Pos. | Equipo        | jugados    | ganados    | empatados  | perdidos   | a favor | en contra | diferencia | Puntos Bonus | Puntos Totales |
| ---- | ------------- | ---------- | ---------- | ---------- | ---------- | ------- | --------- | ---------- | ------------ | -------------- |
| 1    | Fiji Warriors | 3          | 3          | 0          | 0          | 125     | 71        | + 54       | 3            | 15             |
| 2    | Junior Japan  | 3          | 1          | 0          | 2          | 92      | 103       | - 11       | 2            | 10             |
| 3    | Tonga A       | 3          | 2          | 0          | 1          | 93      | 102       | - 9        | 2            | 6              |
| 4    | Samoa A       | 3          | 0          | 0          | 3          | 78      | 112       | - 34       | 1            | 1              |

Nota: Se otorgan 4 puntos al equipo que gane un partido y 2 al que empate
Puntos Bonus: 1 punto por convertir 4 tries o más en un partido y 1 al equipo que pierda por no más de 7 tantos de diferencia

## Resultados

### Primera fecha
| 10 de marzo 15:00 | Junior Japan | 34 - 31 | Samoa A |                              |                              |
|                   |              | Reporte |         | Asistencia: 200 espectadores | Asistencia: 200 espectadores |

| 10 de marzo 17:30 | Fiji Warriors | 38 - 30 | Tonga A |                              |                              |
|                   |               | Reporte |         | Asistencia: 454 espectadores | Asistencia: 454 espectadores |

### Segunda fecha
| 14 de marzo 15:00 | Samoa A | 22 - 30 | Tonga A |                              |                              |
|                   |         | Reporte |         | Asistencia: 235 espectadores | Asistencia: 235 espectadores |

| 14 de marzo 17:30 | Fiji Warriors | 39 - 16 | Junior Japan |                              |                              |
|                   |               | Reporte |              | Asistencia: 500 espectadores | Asistencia: 500 espectadores |

### Tercera fecha
| 18 de marzo 12:30 | Tonga A | 33 - 42 | Junior Japan |                              |                              |
|                   |         | Reporte |              | Asistencia: 100 espectadores | Asistencia: 100 espectadores |

| 18 de marzo 15:00 | Fiji Warriors | 48 - 25 | Samoa A |                              |                              |
|                   |               | Reporte |         | Asistencia: 500 espectadores | Asistencia: 500 espectadores |

| Bandera de Fiyi       |
| Campeón Fiji Warriors |
| Séptimo título        |